# Raphael Høegh-Krohn
Jan Raphael Høegh-Krohn (* 10. Februar 1938 in Ålesund; † 24. Januar 1988) war ein norwegischer Mathematiker.
Er promovierte 1966 bei Kurt Friedrichs an der New York University zu dem Thema On Partly Gentle Perturbation with Application to Perturbation by Annihilation-Creation Operator. Zuletzt war er Professor an der Universität Oslo.
Er ist Autor von über 150 Arbeiten und bekannt für die Entdeckung einer fundamentalen Dualität in der relativistischen statistischen Quantenmechanik durch Ersetzen der Korrelationsfunktion durch einen stochastischen Prozess, dem Høegh-Krohn-Prozess. Er verfasste mehrere Monographien mit Sergio Albeverio, der zeitweise in Oslo war, unter anderem über die Mathematik von Pfadintegralen.
Zu seinen Doktoranden zählt Helge Holden.